# Treehouse of Horror XIV
«Treehouse of Horror XIV» (с англ. — «Домик ужасов на дереве 14») — премьерная серия пятнадцатого сезона мультсериала «Симпсоны». Премьера состоялась 2 ноября 2003 года на Fox network. Гомер берёт на себя роль Смерти («Смерть живее всех живых»), профессор Фринк создает версию своего покойного отца из Франкенштейна («Фринкенштейн»), а Барт и Милхаус получают часы, останавливающие время («Остановите мир, я хочу подурить»). Сценарий был написан Джоном Шварцвельдером, режиссёром выступил Стивен Дин Мур. Приглашёнными звездами являются Джерри Льюис, чей персонаж в фильме «Чокнутый профессор послужил источником вдохновения для повторяющегося персонажа «Симпсонов» профессора Фринка, озвучивший отца Фринка, и Дженнифер Гарнер, Дадли Хершбах и Оскар Де Ла Хойя в роли самих себя. Эпизод был номинирован на премию «Эмми» в 2004 году за лучшую музыкальную композицию для сериала (Dramatic Underscore).
Это также последний эпизод Treehouse of Horror, в котором будет играть традиционный органный вариант темы «Симпсонов» в конце титров.

## Заставка
Лиза и Барт в костюмах персонажей комиксов «Peanuts» Чарли Брауна и Люси ван Пельт обсуждают сладости, собранные на Хэллоуин. Конфеты Лизы лучше, чем у брата, к тому же она отнимает и его сладости. Из-за этого дети начинают драться. Пытаясь ударить сестру кочергой, Барт вонзает её в живот Гомера. Гомер вынимает кочергу и бросает в детей горящее полено, но оно попадает в дедушку Симпсона. Гомер закатывает детей в ковёр и бьёт их битой. Мардж говорит ему, что нельзя так поступать с детьми, и стреляет в него из ружья; пятна крови Гомера на стене образуют надпись в виде названия серии. Кэнг и Кодос на своём корабле смеются над тем, что эпизод выходит в эфир в ноябре и говорят, что у них уже Рождество на уме.

## Сюжет
Как и большинство «страшных» выпусков, эта серия состоит из трёх историй.

### Reaper Madnessсангл.—«Смерть живее всех живых»
В дом Симпсонов стучится Смерть — она пришла за Бартом, но семья пытается уберечь его. После недолгой погони Смерть пригвождает футболку мальчика к стене своей косой, но Гомеру удаётся уничтожить Смерть, ударив её шаром для боулинга, после чего во всём мире люди перестают умирать. Вынося останки Смерти на помойку, Гомер оставляет себе её просторный плащ; надев его, он сам превращается в Смерть. Сначала ему не нравится его новый облик, но потом он привыкает и даже начинает злоупотреблять своим положением. Но однажды утром в списке тех, кто должен умереть, появляется имя Мардж. Гомер приносит завёрнутое в покрывало тело своей жены на гору и просит Бога освободить его от должности. Гомер снова становится самим собой, а Бог обнаруживает, что вместо Мардж Гомер убил её сестру Пэтти, но не преследует Гомера. Мардж благодарит Гомера за благородный поступок не убивать свою жену.

### Frinkinsteinсангл.—«Фринкинштейн»

Роберт Хершбах и Дженнифер Гарнер

Профессору Фринку присуждают Нобелевскую премию по физике, но по ошибке об этом сообщают Симпсонам. Лиза отправляется к профессору, чтобы уведомить его об этом. Фринк сожалеет, что его отец не видит, чего он добился, и рассказывает о нём Лизе. Отец и сын Фринки никогда не ладили и не разговаривали с тех пор, как Фринк-старший отправился в экспедицию по изучению акул. Когда Лиза спрашивает, где теперь его отец, Фринк показывает ей его замороженное тело. С помощью своего нового изобретения он оживляет отца: Фринк-старший убегает из лаборатории и начинает отбирать органы у окружающих. Лиза Симпсон находит его, упрекает в том, что он не поддерживает сына в день, когда ему вручают Нобелевскую премию, и убеждает полететь в Стокгольм. На церемонии отец и сын мирятся, но Фринк-старший вновь принимается за старое и вырывает мозги у половины аудитории. Тогда сыну приходится снова убить его, но тем не менее с помощью своего нового изобретения — душеловки — ему удаётся сохранить душу отца.

### Stop the World, I Want to Goof Offсангл.—«Остановите мир, я хочу подурить»
В старых журналах, которые Мардж убрала с чердака, Барт и Милхаус находят рекламу часов, останавливающих время, и заказывают их. С этими часами они могут заставить весь мир замереть, что они используют для различных шуток и шалостей. Но во время городского собрания личность шутников удаётся установить и весь город гонится за Бартом и Милхаусом. Им удаётся остановить время за секунду до того, как в Барта попала бы пуля, пущенная Клэнси Виггамом, но часы разбиваются. Мальчики решают прочесть учебник по ремонту часов, но починить их им удаётся только через 15 лет. Незадолго до того, как они повторно активируют часы, они понимают, что им нужен козёл отпущения, чтобы избежать гнева толпы, и они ставят Мартина в середину толпы, которая собиралась напасть на них; впоследствии его избивают, когда время возобновляется. Позже Лиза замечает тот факт, что Барт намного старше, и просит позволить ей поиграть с часами. Она обнаруживает вторичную функцию, которая меняет реальность, изменяя семью во многих отношениях (в том числе заставляя их менять пол и становиться болванчиками, журналами TV Guide и Фантастической четвёркой). Когда после многих нажатий, Симпсоны крутят обручи, Гомер говорит ей, что это подходит, и просит не менять, а Барт снова становится 10-летним.

## Реакция
В выпуске журнала Nature от 26 июля 2007 года редакция научного журнала включила сегмент «Фринкенштейн» в список «10 лучших научных моментов в „Симпсонах“», написав, что «лауреат Нобелевской премии по химии Дадли Хершбах появляется в шоу, чтобы вручить профессору Фринку собственную Нобелевскую премию. Хершбах получил премию за методы перекрёстно-молекулярного луча, с помощью которых можно подробно изучить динамику химических реакций. Фринк вознаграждается за изобретение молотка с прикреплённой отверткой». Screen Rant назвал его лучшим эпизодом 15-го сезона.
В 2004 году эпизод был номинирован «Эмми» за лучшую музыкальную композицию для сериала (Dramatic Underscore).